# Hofbruck
Hofbruck ist ein Gemeindeteil des Marktes Velden im niederbayerischen Landkreis Landshut.

## Lage
Der Weiler Hofbruck liegt 1,5 Kilometer nördlich des Marktplatzes von Velden in der Gemarkung Vilslern.

## Kapelle
Die Marienkapelle St. Barbara gegenüber von Hofbruck ist ein kleiner massiver Satteldachbau mit Dachreiter aus der Zeit um 1682. Sie steht zusammen mit ihrer Ausstattung unter Denkmalschutz und ist in der Liste der Baudenkmäler in Velden aufgeführt.

## Bevölkerungsentwicklung
Um 1871 gab es in Hofbruck 14 Einwohner. Im Mai 1987 lebten dort 24 Einwohner in sechs Wohngebäuden, von denen eines in zwei Wohnungen aufgeteilt war.
| Jahr      | 1871 | 1925 | 1950 | 1970 | 1987 |
| Einwohner | 14   | 10   | 34   | 35   | 24   |